# 3420 Standish
3420 Standish је астероид главног астероидног појаса са средњом удаљеношћу од Сунца која износи 3,103 астрономских јединица (АЈ).
Апсолутна магнитуда астероида је 11,9.